# Половинка (Совєтський район)
Полови́нка (рос. Половинка) — село у складі Совєтського району Алтайського краю, Росія. Адміністративний центр та єдиний населений пункт Половинської сільської ради.

## Населення
Населення — 711 осіб (2010; 800 у 2002).
Національний склад (станом на 2002 рік):
- росіяни — 97 %